# Piąty rząd Rafika al-Haririego
Piąty rząd Rafika Haririego – rada ministrów Republiki Libańskiej od 17 kwietnia 2003 do 20 października 2004.
17 kwietnia 2003 Rafik Hariri po raz piąty utworzył rząd, uzyskując poparcie 93 ze 128 deputowanych. W skład gabinetu weszło 30 członków.
7 września 2004 czterech ministrów: Marwan Hamadeh, Ghazi al-Aridi, Fares Boueiz i Abdallah Farhat podało się do dymisji w proteście przeciwko wydłużeniu kadencji prezydenta Emila Lahouda.
1 października 2004 Marwan Hamadeh został ranny w zamachu bombowym. Zginął natomiast jego kierowca.
20 października 2004 roku Rafik Hariri ogłosił dymisję swojego gabinetu w wyniku przeciągającego się kryzysu politycznego spowodowanego sporem o przedłużenie mandatu prezydenta Libanu.

## Skład
| Stanowisko                                | Imię i nazwisko                                | Wyznanie             |
| Premier                                   | Rafik Hariri                                   | Sunnita              |
| Minister finansów                         | Fouad Siniora                                  | Sunnita              |
| Minister sprawiedliwości                  | Bahidż Tabbara                                 | Sunnita              |
| Minister transportu i robót publicznych   | Nażib Mikati                                   | Sunnitka             |
| Minister edukacji                         | Samir Dżisr                                    | Sunnita              |
| Sekretarz stanu                           | Abdel Rahim Mrad                               | Sunnita              |
| Minister obrony                           | Mahmud Hammud                                  | Szyita               |
| Minister spraw socjalnych                 | Assad Diab                                     | Szyita               |
| Minister zasobów wodnych                  | Ajub Hmajed                                    | Szyita               |
| Minister turystyki                        | Ali Hussein Abdallah                           | Szyita               |
| Minister rolnictwa                        | Ali Hassan Chalil                              | Szyita               |
| Sekretarz stanu                           | Asim Kansuh                                    | Szyita               |
| Minister ekonomii i handlu                | Marwan Hamadeh (zast. przez Fouada Siniorę)    | Druz                 |
| Minister kultury                          | Ghazi al-Aridi (zast. przez Karama Karama)     | Druz                 |
| Sekretarz stanu                           | Talal Arslan                                   | Druz                 |
| Minister zdrowia                          | Sulajman Farandżijja                           | Katolik-Maronita     |
| Minister spraw zagranicznych              | Jean Obeid                                     | Katolik-Maronita     |
| Minister telekomunikacji                  | Jean-Louis Kardahi                             | Katolik-Maronita     |
| Minister środowiska                       | Fares Boueiz (zast. przez Michela Musę)        | Katolik-Maronita     |
| Minister ds. uchodźców                    | Abdallah Farhat (zast. przez Nażiba Mikatiego) | Katolik-Maronita     |
| Sekretarz stanu                           | Chalil Hrawi                                   | Katolik-Maronita     |
| Wicepremier                               | Issam Fares                                    | Prawosławny          |
| Minister pracy                            | Assad Hardan                                   | Prawosławny          |
| Minister spraw wewnętrznych               | Elias Murr                                     | Prawosławny          |
| Sekretarz stanu                           | Karam Karam                                    | Prawosławny          |
| Minister przemysłu                        | Elias Skaff                                    | Katolik-Melchita     |
| Min. informacji                           | Michel Samaha                                  | Katolik-Melchita     |
| Sekretarz stanu                           | Michel Musa                                    | Katolik-Melchita     |
| Minister młodzieży i sportu               | Sebah Hownanian                                | Prawosławny Ormianin |
| Sekretarz stanu ds. reformy administracji | Karim Pakraduni                                | Prawosławny Ormianin |